# Lebrikizumab
Il Lebrikizumab (o MILR1444A) è un anticorpo monoclonale di tipo umanizzato che viene studiato per il trattamento dell'asma; è stato sviluppato dalla Genentech.
Il farmaco agisce sull'antigene interleuchina 13 (IL-13).

### Lebrikizumab
- (EN) M Joanne Douglas e J. Graham Douglas, Asthma: Cinician's Desk, Manson Publishing, 15 agosto 2010,  pp. 122–, ISBN 978-1-84076-082-8.